# Timothy Lennart Kopra
Timothy Lennart Kopra (Austin, Texas, 1963. április 9. –) amerikai űrhajós, ezredes.

## Életpálya
1985-ben az Amerikai Egyesült Államok Katonai Akadémiáján számítógép ismeretekből szerzett diplomát. Helikopteres felderítő századhoz került csapatszolgálatra, ahol   pilóta vizsgát tett. 1990-ben Németországba vezényelték. Az Öbölháborúban és a Sivatagi Vihar helikopteresek műveleti támogatója. 1998-tól a Lyndon B. Johnson Űrközpont (JSC) integrációs teszt mérnöke. 1995-ben Georgia Institute of Technology keretében repülőgép mérnöki oklevelet szerzett. Ugyan ebben az évben helikopter tesztpilóta kiképzésben részesült, az Comanche helikopter program tesztpilótája. 2006-ban a United States Army War College keretében stratégiai ismeretekből vizsgázott. Mérnöki összekötő az űrrepülőgép indításánál (hardver tesztelés), az űrséták (EVA) műveletinél, illetve az űrállomás rácsos moduljainak műveleteinél. 2013-ban a Columbia Egyetemen vezetéselméletből tett vizsgát.
2000. július 26-tól a Lyndon B. Johnson Űrközpontban részesült űrhajóskiképzésben. Külön kiképzést kapott az űrrepülőgép és az űrállomás robotkarjainak működtetéséből. 2006 szeptemberében egy 7 napos tenger alatti (NASA Extreme Environment Mission Operations NEEMO 11) kiképzésen vett részt. Moszkvában tanulta az orosz nyelvet. Egy űrszolgálata alatt összesen 58 napot, 2 órát és 50 percet (1394 óra) töltött a világűrben.

## Űrrepülések
- STS–127, az Endeavour űrrepülőgép 23., repülésének ISS fedélzeti mérnöke. A Nemzetközi Űrállomás 20. személyzetének tagja lett. Alapfeladat a Kibo modul külső egységét Exposed Facility (JEM EF), - a raktár modult Exposed Section (ELM-ES) és az integrált rácselem (Integrated cargo carrier – ICC) feljuttatása a Nemzetközi Űrállomásra. Az űrállomáson 13 űrhajós öt ISS partnerrel (Orosz Szövetségi Űrügynökség, Kanadai Űrügynökség (CSA), Európai Űrügynökség (ESA), Japán Űrügynökség (JAXA)) tevékenykedett. Az űrrepülőgépen egy űrséta (kutatás, szerelés) alatt összesen 5 órát és 32 percet tartózkodott a világűrben. Az STS–128 küldetése alkalmával tért vissza a Földre.
- STS–133, a Discovery űrrepülőgép utolsó repülésének személyzeti tagja volt, de egy kerékpár baleset következményeként Stephen Gerard Bowen repülhetett szolgálatra.

### Tartalék személyzet
- STS–123, az Endeavour űrrepülőgép 21. repülésének ISS fedélzeti mérnöke,
- STS–124, az Endeavour űrrepülőgép 35. repülésének ISS fedélzeti mérnöke,